# Dichondra repens
La dicondra (Dichondra repens J.R. Forst. & G. Forst., 1775) è una pianta appartenente alla famiglia delle Convolvulaceae.
È una specie erbacea vigorosa e di facile utilizzo usata prevalentemente per la formazione di tappeti erbosi a bassa manutenzione; sopporta molto bene il calpestio e lo schiacciamento perché è in grado di autorigenerarsi e ripararsi rapidamente.

## Descrizione
La dicondra è una pianta erbacea perenne dal portamento strisciante che raramente supera i 3–5 cm di altezza. I fusti sono prostrati e le foglie piccole, rotonde, un po' carnose e di un bel verde brillante. La fioritura primaverile produce piccole infiorescenze ascellari di colore giallo-bianco. Esistono inoltre diverse varietà e ibridi dai fiori colorati, o con caratteristiche cascanti accentuate.

## Distribuzione e habitat
La specie è diffusa in natura nelle isole Mascarene, nell'Australia meridionale e orientale e in Nuova Zelanda.

## Coltivazione
Dichondra repens è un'erbacea dalle caratteristiche di una vera e propria pianta infestante. Si può coltivare in tutti i tipi di climi, sebbene prediliga le alte temperature, e in ogni tipo di suolo, sia in posizioni soleggiate che in ombra, e può essere impiegata con successo dove altre tipologie di prato non attecchiscono. Non ha particolari esigenze idriche o nutritive e tende ad espandersi formando dei "cuscini" compatti, dove è più esposta al sole, e a diradarsi nelle posizioni più ombreggiate.

Si moltiplica prevalentemente da seme (anche se in commercio sono molto diffuse le zolle precoltivate).

## Usi
La dicondra si usa per prati o sentieri erbosi, ed inoltre adatta alle fughe o interstizi di lastricati o altri tipi di pavimentazioni. Si può seminare, ma è possibile anche usarla in zolle pregerminate che si diffondono, tramite stoloni, in un paio di stagioni.